# 아레바토
《아레바토》(Arrebato, Rapture)는 포르투갈에서 제작된 이반 줄루에타 감독의 1980년 드라마, 판타지, 공포 영화이다. 유세비오 폰셀라 등이 주연으로 출연하였다.

## 출연
- 유세비오 폰셀라
- 세실라 로스
- 윌 모어